# Петерсхаген/Егерсдорф
Петерсхаген/Егерсдорф (њем. Petershagen/Eggersdorf) општина је у њемачкој савезној држави Бранденбург. Једно је од 45 општинских средишта округа Меркиш-Одерланд. Посједује регионалну шифру (AGS) 12064380.

## Географски и демографски подаци
Место се налази на надморској висини од 52 метра. Површина општине износи 17,6 km². У општини живи 13.749 становника. Просјечна густина становништва износи 782 становника/km².

## Међународна сарадња
| Мјесто | Држава    | Врста сарадње | Од    |
| ------ | --------- | ------------- | ----- |
|        | Француска | партнерство   | 2000. |
| Извор  |           |               |       |